# همت‌آباد (میامی)
همت‌آباد روستایی در دهستان میامی بخش مرکزی شهرستان میامی استان سمنان ایران است.

## جمعیت
بر پایه سرشماری عمومی نفوس و مسکن در سال ۱۳۹۵ جمعیت این روستا ۶۷ نفر (۲۳خانوار) بوده‌است.